# 赵国珍
赵国珍（？—？），唐朝牂柯（治今贵州瓮安县东北）首领。
赵国珍的祖先西赵蛮赵磨被唐朝任命为明州刺史。赵君道在开元年间取代谢氏统治牂柯蛮（牂州）。天宝年间，赵国珍参加唐朝对南诏的战争有功，获宰相兼剑南节度使杨国忠赏识，担任黔中都督，守护五溪地区十余年，地方安宁。官至黔中节度使、工部尚书。从唐玄宗开元二十五年（737年）到唐宪宗元和二年（807年）牂柯赵氏对唐朝朝贡不绝。

## 延伸阅读
[在维基数据编辑]
 《舊唐書·卷115》，出自刘昫《舊唐書》